# Агликина поляна
Агликина поляна е историческа местност разположена на 38 km северозападно от Сливен, в Сливенския Балкан. Представлява просторна поляна, заобиколена от вековни дъбове и букове. Старопланинският проход Вратник се намира на около 1 – 2 km източно от това планинско пасище.
В българската история по време на османската власт тази местност е позната като сборно място на хайдутите. Агликина поляна се свързва с името на легендарната Еленка войвода и с други бунтовници през 18 – 19 век. Споменава се в спомените на Панайот Хитов, в творчеството на Йордан Йовков и в хайдушките народни песни. На Агликина поляна се провежда народен събор с надпявания известен като „Прослава на хайдутството“.

## Защитена територия
Тази местност с площ 120 ha на 18 септември 2002 г. е обявена за защитена местност „Агликина поляна“.